# Meher Baba
Meher Baba (fa.: مهر بابا dewanagari: महर बाबा), właściwie Merwan Sheriar Irani (ur. 25 lutego 1894, zm. 31 stycznia 1969) – indyjski mistrz duchowy, który ogłosił się awatarem.

## Życiorys
Meher Baba odebrał edukację w Pune (Indie) - w St. Vincent's High School oraz w Deccan College, prowadził zwyczajne życie szkolne, nie okazując zainteresowania sprawami duchowymi. W wieku lat 19 otrzymał darśan od świętej muzułmańskiej Hazrat Babadżan, co rozpoczęło to, co nazywał przebudzeniem duchowym. W roku 1915, w wieku 22 lat, otrzymał tytuł "Parwardigar" (w sufizmie oznaczający Bóg jako Najwyższy Podtrzymujący) od indyjskiego guru i fakira Shirdi Sai Baba. Otrzymał pomoc od trzech innych mistrzów duchowych, w tym Upasani Maharadża, który w 1921 roku ujawnił mu jego duchową tożsamość jako "Starożytną".
Baba mieszkał i podróżował w towarzystwie kręgu bliskich uczniów, których nazywał jego 'mandali' (koło w sanskrycie), w skład którego wchodzili mężczyźni i kobiety. On razem ze swoim mandali zdecydowali się na życie w wielkiej prostocie. Od roku 1925 do końca swego życia, Baba zachowywał milczenie, komunikując się przy pomocy tabliczki z alfabetem lub gestami. Baba spędzał dużo czasu w odosobnieniu, często poszcząc, okresowo tylko podróżował lub brał udział w publicznych zgromadzeniach. Pracował charytatywnie, w tym z trędowatymi, biednymi, szalonymi i upojonymi doznaniami ascetycznymi (masta). Wygłosił wiele wykładów, które zostały zebrane przez jego zwolenników.
W 1931 odbył swą pierwszą z wielu wizyt na Zachód. Podczas tych podróży do jego mandali dołączyli ludzie Zachodu. W latach 40. razem z wybranymi członkami mandali, podróżował po Indiach incognito. Okres ten nazwał "Nowym Życiem".
10 lutego 1954 Baba ogłosił się awatarem (czyli inkarnacją boga).

### Lata młodości

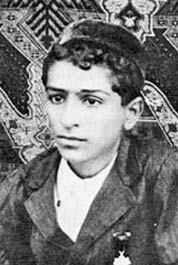
Merwan w wieku 16 lat

Meher Baba urodził się w Pune (w Indiach) pod imieniem Merwan Sheriar Irani. Był drugim synem Sheriara Mundegara Irani, perskiego zaratusztrianina, który był wędrownym sufickim derwiszem zanim osiedlił się w Pune. Matką była młoda żona Sheriara, Shireen Sheriar Irani, która nazwała Merwana jej najpiękniejszym dzieckiem. Jego koledzy ze szkoły nadali charyzmatycznemu i czasem psotnemu Merwanowi przezwisko "Elektryczność". Jako chłopiec, wraz z najlepszymi kolegami założył Klub kosmopolitański, którego celem było zdobywanie informacji odnośnie do bieżących wydarzeń na świecie i dawanie pieniędzy na cele charytatywne; pieniądze te były często zbierane przez chłopców na zakładach podczas wyścigów konnych. Merwan potrafił śpiewać dźwięcznym głosem oraz doskonale tworzył poezję oraz grał na kilku instrumentach. Biegle znał sześć języków, szczególnie uwielbiał perską poezję Hafeza, również Szekspira i Shelleya. Znany był ze swego doskonałego rozumu i uniwersalnej wiedzy, zarówno w dziedzinie handlu jak i sztuki. Twierdził, że wszystkie główne religie są różnymi paciorkami na tej samej nici.

### Pięciu Doskonałych Mistrzów
We wczesnej młodości Merwan nie wykazywał zainteresowania duchowością, nie miał żadnych mistycznych przeżyć, bardziej się interesował sportem, głównie krykietem. Przełom w jego życiu nastąpił w wieku 19 lat, gdy wracał rowerem z Deccan College w Pune i został przywołany przez starą muzułmankę - mistrzynię duchową o imieniu Hazrat Babadżan. Zaprzyjaźnił się z nią, spędzając wspólnie czas na piciu herbaty i wielogodzinnym patrzeniu sobie w oczy. Babajan nazywała go swoim umiłowanym synem. Pewnego razu gdy przebywał u niej w domu i miał wyjść, kobieta kazała mu podejść, a gdy to zrobił klasnęła, a następnie pocałowała go w czoło. Sprawiło to, że młodzieniec wpadł w trans. Wrócił do swojego domu, a następnego dnia jego matka znalazła go leżącego na podłodze z otwartymi oczami, pogrążonego w ekstazie, nie reagującego na otoczenie. Całkowicie stracił apetyt i nie pomogły wizyty u lekarzy, przepisujących mu różne leki. Przez dziewięć miesięcy pozostawał bez jedzenia i picia, często uderzając głową w kamień, który nosił przy sobie, aby móc utrzymać kontakt ze światem zewnętrznym. Po tym czasie zaczął przyjmować posiłki. Meher Baba wyjaśnił, że Hazrat Babadżan była "mistrzem doskonałym", a pocałunek obudził jego duchowe siły na tyle, by był w stanie osiągnąć stan urzeczywistnienia Boga.
Po okresie wspólnych medytacji, Babadżan doradziła mu poszukiwania innego mistrza duchowego. Spotkał na drodze Śirdi Sai Babę, ten spojrzał młodzieńcowi głęboko w oczy, po czym trzykrotnie nazwał go Parvardigarem. Wkrótce zaprowadził go do Upasani Maharadża, który na jego widok podniósł z ziemi kamień i rzucił, raniąc go w czoło. Po tym wydarzeniu Upasani zabrał go do siebie, karmiąc i opiekując się nim, aż Meher całkowicie wyszedł z transu. Według jego słów, mistrzowie pomogli mu zintegrować jego przeżycia duchowe z otaczającym go światem, umożliwiając mu funkcjonowanie w świecie bez zmniejszania przeżycia urzeczywistnienia Boga. Merwan żył przez siedem lat w Sakori z Upasani Maharadżem, a potem zaczął przyciągać własnych uczniów i zwolenników. Nadali mu tytuł "Meher Baba" co oznacza "Miłosierny Czcigodny Ojciec".
Potem miał też kontakt z czterema innymi indyjskimi mistrzami duchowymi, których później zaliczył do pięciu "mistrzów doskonałych" tego wieku:
- Narajan Maharadż z Kedgaon,
- Tadźuddin Baba z Nagpur,
- Sai Baba z Shirdi,
- Upasani Maharadż z Sakori.[6]

### Meherabad
W 1922, Meher Baba i jego zwolennicy założyli "Manzil-e-Mim" (Dom Mistrza) w Bombaju. Baba oczekiwał ścisłej dyscypliny i posłuszeństwa ze strony swych uczniów i spędził ten okres medytując i poszcząc. Po roku, Baba i jego uczniowie przenieśli się na obszar kilka mil od Ahmadnagaru, który nazwał Meherabad (kwitnący Meher). Ten aśram miał w przyszłości stać się centrum jego działań. W 1924, Meher Baba założył szkołę w Meherabadzie, którą nazwał "Prem Aśram" ("prema" znaczy "miłość"). Szkoła była wolna i otwarta dla wszystkich kast. Do szkoły tej chodzili uczniowie różnych wyznań z Indii i Iranu.

### Milczenie

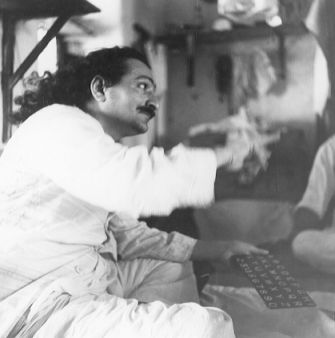
Przez wiele lat Meher Baba porozumiewał się, wskazując litery na tabliczce

Od 10 lipca 1925 aż do swojej śmierci w 1969, Meher Baba zachowywał ciszę. Początkowo komunikował się używając tabliczki z alfabetem, a później przy pomocy gestów, które interpretowała jego mandali, zwłaszcza Eruch Jessawala. Meher Baba wyjaśniał, że jego zachowywanie ciszy nie było ślubem milczenia, lecz było podejmowane w związku z jego pracą duchową.

### Pierwsze kontakty z Zachodem
W latach 30. XX wieku Meher Baba rozpoczął okres długich podróży po świecie, kilkakrotnie okrążając Ziemię. Często przyjeżdżał do Europy i Stanów Zjednoczonych. W tym okresie przyjął swych pierwszych uczniów z Zachodu.
Podczas jego pierwszej podróży do Anglii w 1931 był pasażerem SS Rajputana - tego samego statku, na którym płynął Mahatma Gandhi. Meher Baba i Gandhi trzy razy się spotkali na pokładzie, jedno z ich spotkań trwało trzy godziny. Na Zachodzie Meher Baba spotykał się ze znanymi ludźmi, takimi jak gwiazdy Hollywood: Gary Cooper, Tallulah Bankhead czy Gabriel Pascal. 1 czerwca 1932 Mary Pickford i Douglas Fairbanks zorganizowali przyjęcie dla Baba w Pickfair, gdzie ogłosił swe przesłanie. W 1934, po ogłoszeniu w Hollywood Bowl, że przerwie swe postanowienie zachowywania milczenia, Baba nagle zmienił plany i bez wyjaśnienia, co nie spodobało się niektórym osobistościom, popłynął do Hongkongu na Empress of Canada. Nie wrócił do USA aż do lat 50. XX wieku. Wrócił jednak do Anglii w 1936 podczas jednej ze swoich podróży po świecie.
W późnych latach 30. XX wieku Meher Baba zaprosił grupę kobiet z Zachodu do Indii, gdzie zorganizował serię wycieczek, które zaczęły być znane jako "Blue Bus Tours" ("wycieczki w niebieskich autobusach"). Wycieczki te opisywano później w prasie jako skandale.

### The Discourses
Podczas zebrań jego mandali i zwolenników, Meher Baba wygłaszał wykłady na różnorodne tematy duchowe. Między rokiem 1938, a 1943 na prośbę księżniczki Noriny Matchabelli (współzałożycielki perfum Prince Matchabelli Perfume) Meher Baba podyktował serię wykładów na swojej tabliczce z alfabetem dla jej publikacji Meher Baba Journal w Nowym Jorku.
Te dyskursy poruszają temat wielu aspektów życia duchowego i dostarczają praktycznych i prostych wskazówek dla aspiranta. W tych latach, przynajmniej jeden z tych dyskursów pojawiał się w miesięcznym wydaniu Meher Baba Journal. C.D. Deshmukh, bliski uczeń Meher Baba, kompilował i edytował dyktando, a Baba osobiście zatwierdzał każdy dyskurs, podpisując spis treści dla każdego wydania dziennika.
W latach 1939–1954, pięciotomowa kompilacja pt. Discourses of Meher Baba została kilkakrotnie wydrukowana. W 1967, dwa lata przed odejściem, Meher Baba osobiście nadzorował redakcję i publikację nowej trzytomowej wersji Discourses, znanej jako szósta edycja, która jest dostępna online.
Szeroko dostępne siódme wydanie Discourses (ISBN 1-880619-09-1), po raz pierwszy opublikowane przez Sheriar Press w 1987, zawiera liczne zmiany redakcyjne nieautoryzowane przez Meher Babę, choć znaczenie dyskursów zostało zmienione tylko w niewielkim stopniu.

### Śmierć
Po dwóch wypadkach samochodowych, jednym w USA w 1952, a drugim w Indiach w 1956, Meher Baba zaczął mieć duże problemy z chodzeniem. W 1962 wielu zachodnich zwolenników zostało zaproszonych, aby spotkać jego indyjską mandali - w serii spotkań zwanych The East-West Gathering. W 1966, Baba wypowiedział się na temat duchowego problemu nadmiernego brania narkotyków na Zachodzie, dyskredytując rzekome korzyści duchowe płynące z używania substancji psychoaktywnych. Po roku poruszania się na wózku inwalidzkim, Meher Baba zmarł 31 stycznia 1969. Świątynia w miejscu jego grobowca w Meherabad (stan Maharashtra) jest odtąd miejscem pielgrzymek sympatyków z różnych krajów.

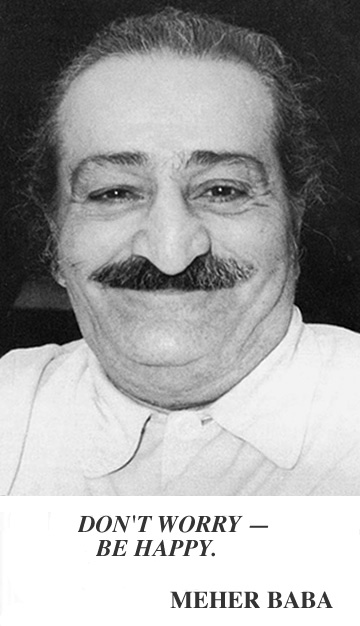
Kartka z powiedzeniem Meher Baby z 1966 roku

## W kulturze popularnej
Częste powiedzenie Meher Baba Don’t worry, be happy stało się inspiracją dla powstania największego, napisanego w 1988 roku, przeboju Bobby’ego McFerrina „Don’t Worry, Be Happy”. Jego filozofia zainspirowała Pete’a Townshenda z The Who do napisania „Baba O’Riley”.